# 苏格兰政治
蘇格蘭政治在《英國憲法》範圍內運作，蘇格蘭是英國的構成國之一。蘇格蘭採用代議民主制，自《1998年蘇格蘭法令》頒布以來，蘇格蘭議會及英國國會均有其民選代表。蘇格蘭大部分的行政權由蘇格蘭首席部長領導下的蘇格蘭政府所行使，首席部長是多黨制下的政府首腦。處理蘇格蘭法律制度的蘇格蘭司法機關是獨立於蘇格蘭的立法機關和行政機關。蘇格蘭法律主要交由蘇格蘭議會決定；而蘇格蘭政府則需要和英國政府的蘇格蘭事務處共享部分行政權，後者由蘇格蘭事務大臣領導。
蘇格蘭王國通過《1707年聯合法令》與英格蘭王國建立起財政與政治聯盟；自那時起，蘇格蘭王國議會與英格蘭王國議會被同時廢除並組建起大不列顛國會。蘇格蘭一直有議員代表出席位於威斯敏斯特宮的英國下議院。而根據1997年權力下放公投結果和《1998年蘇格蘭法令》，蘇格蘭在1999年組建了蘇格蘭議會；前者公投是依據《1997年蘇格蘭與威爾斯公投法令》而舉行。
蘇格蘭民族主義和蘇格蘭獨立運動是蘇格蘭在21世紀所面臨的突出政治問題。在2011年蘇格蘭議會選舉後，蘇格蘭民族黨組建了多數派政府；在其推動下，《2013年蘇格蘭獨立公投法令》得以通過。根據早先與英國國會達成的《愛丁堡協定》，2014年蘇格蘭獨立公投得以舉行。公投最終於2014年9月18日舉行，最後結果是55.3%的蘇格蘭公民決定留在英國，但也有44.7%的蘇格蘭公民選擇支持獨立。

## 政治簡史
直至1832年，蘇格蘭政治在很大程度上還是把持在該國地主和市鎮小商人集團手中。1790年代，通過人民之友會所煽動的針對這一局面的改革行動遭到了以布拉克斯菲爾勛爵為首的地主階級的鎮壓。:338 《1832年蘇格蘭改革法令》對蘇格蘭地區的選區進行了重新調整，並將蘇格蘭地區的選民人數從5,000人擴大到65,000人。:391 《1868年蘇格蘭人民代表法令》則將蘇格蘭地區的選民再度擴大到232,000人，但將選民資格規定為擁有“蘇格蘭特有居住資格”。:416 但是到了1885年，蘇格蘭大約50%的男性人口獲得了投票權，並且無記名投票得以確立，因而現代政治時代開始了。
從1885年到1918年，自由黨幾乎控制了整個蘇格蘭的政治。只有在1931年英國大選和1955年英國大選中，統一黨依靠其與民族自由黨及保守黨的政治結盟才贏得多數選票。
在1918年英國大選之後，工黨開始從1922年英國大選成為一隻主要政治力量，並且取代自由黨成為當時英國政壇的兩大政黨之一。紅色克萊德河岸選區選出了一些工黨國會議員，甚至在1924年英國大選期間，馬瑟韋爾選區而誕生了一名大不列顛共產黨國會議員。不過縱觀整個1920年代，蘇格蘭政治基本還是處於工黨、自由黨與統一黨的三方拉鋸中。蘇格蘭民族黨在1929年奪下他們的首個國會議員席位。1934年，它與中右翼立場的蘇格蘭黨合併成新的蘇格蘭民族黨。但是直到1967年漢密爾頓補選這個分水嶺出現之前，新組建的蘇格蘭民族黨都一直只是議會外政治力量。
大不列顛共產黨黨員威廉·加拉赫分別於1935年和1945年兩度贏下西法夫選區；同一時期，部分格拉斯哥的工黨國會議員叛逃至獨立工黨，而他們在選舉中經常大幅度擊敗原來工黨的提名人。國民政府的加盟黨派在1931年和1935年的大選中拿下了蘇格蘭地區的絕大多數席位，而被放逐到高地與群島地區的自由黨漸漸在蘇格蘭政壇失去重要地位。1945年，蘇格蘭民族黨黨員羅伯特·麥金太爾在1945年馬瑟韋爾補選中為該黨贏得建黨之後的首個國會議員席位。獨立工黨的黨員在這個時期又重新回歸工黨，形成了蘇格蘭政壇現在實際意義上的兩黨制。

## 國家元首

英國君主於蘇格蘭所使用之皇家旗樣式。

蘇格蘭在君主立憲制的框架下進行治理，其國家元首為英國君主，而現任國王則是查爾斯三世。直到17世紀初，蘇格蘭王國與英格蘭王國還是兩個互相獨立的王國，分屬不同的王室領導。但是到了1603年，時任英格蘭女王的伊麗莎白一世逝世後，由當時的蘇格蘭國王詹姆斯六世繼承其英格蘭王位並成為英格蘭的詹姆士一世，這就是眾所周知的“王冠聯合”。不過此時的兩個君主在法律上還是各自獨立的，儘管它們的確是由同一人擔任。
蘇格蘭現在已經不再是一個獨立王國，它在《1707年聯合法令》頒布後與英格蘭王國聯合成為了“一個王國”，也就是大不列顛王國，也就是現在的聯合王國。自王冠聯合以來，有關蘇格蘭和英格蘭的統一就一直存在爭議，只是以前這個問題並沒有引發兩國政府的高度關注。

### 出典
1. ↑  James Buchan.  2nd Edition. HarperCollins. 2003  [2022-12-11]. ISBN 9780060558888.
2. 1 2  Michael Lynch.  2nd Edition Revision. Pimlico. 1992  [2022-12-11]. ISBN 9780712698931.
3. 1 2  . 英國國會.   [2022-12-11]. （原始内容存档于2022-10-25）.

## 外部連接
- 《1998年蘇格蘭法令（含修正案） （页面存档备份，存于）》在英國立法網（英语：legislation.gov.uk）上（英文）